# Богдан III Сліпий
Богдан III Сліпий, званий Однооким (рум. Bogdan al III-lea cel Orb; пол. Bogdan III Ślepy; рум. Bogdan cel Chior, англ. Bogdan III the One-Eyed) (1478 — 20 квітня 1517) — господар Молдавського князівства (1504—1517) з династії Мушатів, син Штефана III Великого.

## Життєпис
За життя батька отримав від нього в управління південну частину країни. У битві з польсько-литовським військом під Козміним на Буковині у жовтні 1497 р. втратив око.
2 липня 1504 року став господарем; намагався продовжувати незалежну політику Штефана III.
Шукаючи противаги зрослим впливам Османської імперії, вислав посольство до польського короля Олександра Ягеллончика, просячи руки його наймолодшої сестри Єлизавети. Цьому спротивилася її мати Єлизавета Австрійська, при дворі якої та перебувала. Після смерті королеви-матері господар знову посватався до Єлизавети, повернувши 1505 року Польській Короні на знак своєї доброї волі спірні землі Покуття, завойовані його батьком Штефаном III 1503 р. Король відмовив через опір сестри, яка не бажала виходити за одноокого господаря. Військо ображеного Богдана III атакувало Поділля але зазнало поразки (полонених молдовських бояр стратили у Кам'янці).
Незабаром за посередництвом угорського короля Ласло ІІ Ягеллончика сторони замирились за умови, що король Польщі, Олександр, віддасть сестру за Богдана III, а той прийме католицьку віру і визнає себе васалом Корони. Олександр помер 1506 року, а його наступник Сигізмунд І Старий відмовився від планованого союзу, тому польний гетьман коронний Миколай Каменецький розбив під Чернівцями загони перкулаба Копача.
На певний час напругу між державами зменшило те, що Молдавію атакувало 1507 р. військо васала османів волоського господаря Раду IV, яке Богдан III розбив і переслідував у Волощині, де Раду IV запросив миру.
Через образу на Корону та династію Ягеллонів господар Молдавії зблизився з московським князем Василієм III, який тоді воював з Великим князівством Литовським.
Скориставшись зайнятістю війська короля Сигізмунда I Старого у другій литовсько-московській війні, задля помсти за свої образи Богдан III розпочав 29 червня 1509 р. похід на Поділля та Руське воєводство, маючи намір повернути Покуття. У його війську брали участь волохи, татари та турки. До них приєднувались місцеві бояри, які через загрозу конфіскації володінь згодом заявили про свою примусову участь у поході. Молдавське військо взяло Підгайці, де за наказом Богдана ІІІ страчували (стинали) полонених, які потрапили в полон під Теребовлею. Після чого молдавське військо здійснило невдалу спробу взяти Кам'янець, Галич а на початку серпня обложило Львів. Війська господаря атакували місто з найменш захищеної, західної, сторони, де проходила лише одна лінія оборони міста. Обстріл із бомбард Низького замку та Високого муру чергувались з «атаками, перемовинами, погрозами, улещуванням». Міщани відповідали нічними вилазками. На 3-й день облоги артилерія волохів пробила пролом у міському мурі, але міська артилерія знищила частину бомбард і головного пушкаря Богдана III. Волохи підпалили передмістя і відступили на звістку про підхід коронного війська короля Сигізмунда І Старого, який прибув до Львова 24 серпня. Під час цієї облоги згорів дерев'яний львівський монастир Бернардинців..
У відповідь військо під проводом великого коронного гетьмана Миколая Каменецького спустошило декілька молдавських міст за Дністром, зокрема Ботошани, Стефанівці, Хотин, Дорогой та повітовий центр Чернівці. При відході, під Хотином, поляків атакувало молдавське військо, проте тривала битва не виявила переможця. 17 січня 1510 р. між сторонами був підписаний мирний договір, за яким Молдавське князівство виходило з васальної залежності від Польського королівства.

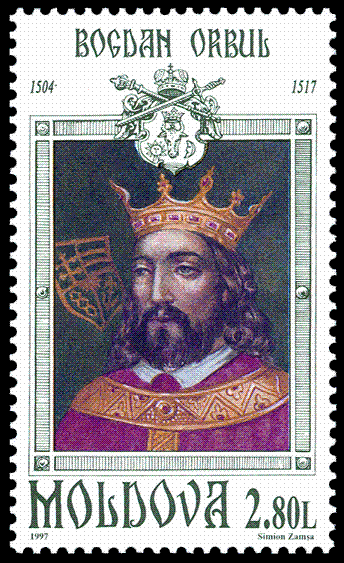
Богдан III Сліпий на марці Молдови, 1997 рік

Цим негайно скористалась Османська імперія, з наказу якої Молдавію до літа 1510 р. атакували значні татарські орди та волохи. Чамбули татар 1511 р. спустошили майже всю територію князівства. Богдан III попросив 1512 р. військової допомоги у польського короля проти татар, яких їхнє спільне військо розбило у травні, але 1513 р. господар змушений був підтвердити васальну залежність від Порти. У договорах Молдавське князівство визнали не завойованим силою зброї, а таким, що добровільно піддалось османам, тому князівство зберігало доволі широку автономію  — використовувало власні закони, молдавську мову у шкільництві і богослужіннях, самостійно обирало господаря, укладало міжнародні договори. Султан взяв зобов'язання захищати терени Молдавського князівства, яке мало платити щорічну данину — 4000 золотих.
Одружений тричі. Першиою дружиною була Стана, другою — Настасія. 15 серпня 1513 р. Богдан III одружився втретє з Роксаною (Руксандрою) — донькою господаря Валахії Михні І Злого, сина Влада III Дракули.
Похований у монастирській церкві Путни в Сучаві біля батька, Штефана III Великого.